# Schiffsglocke

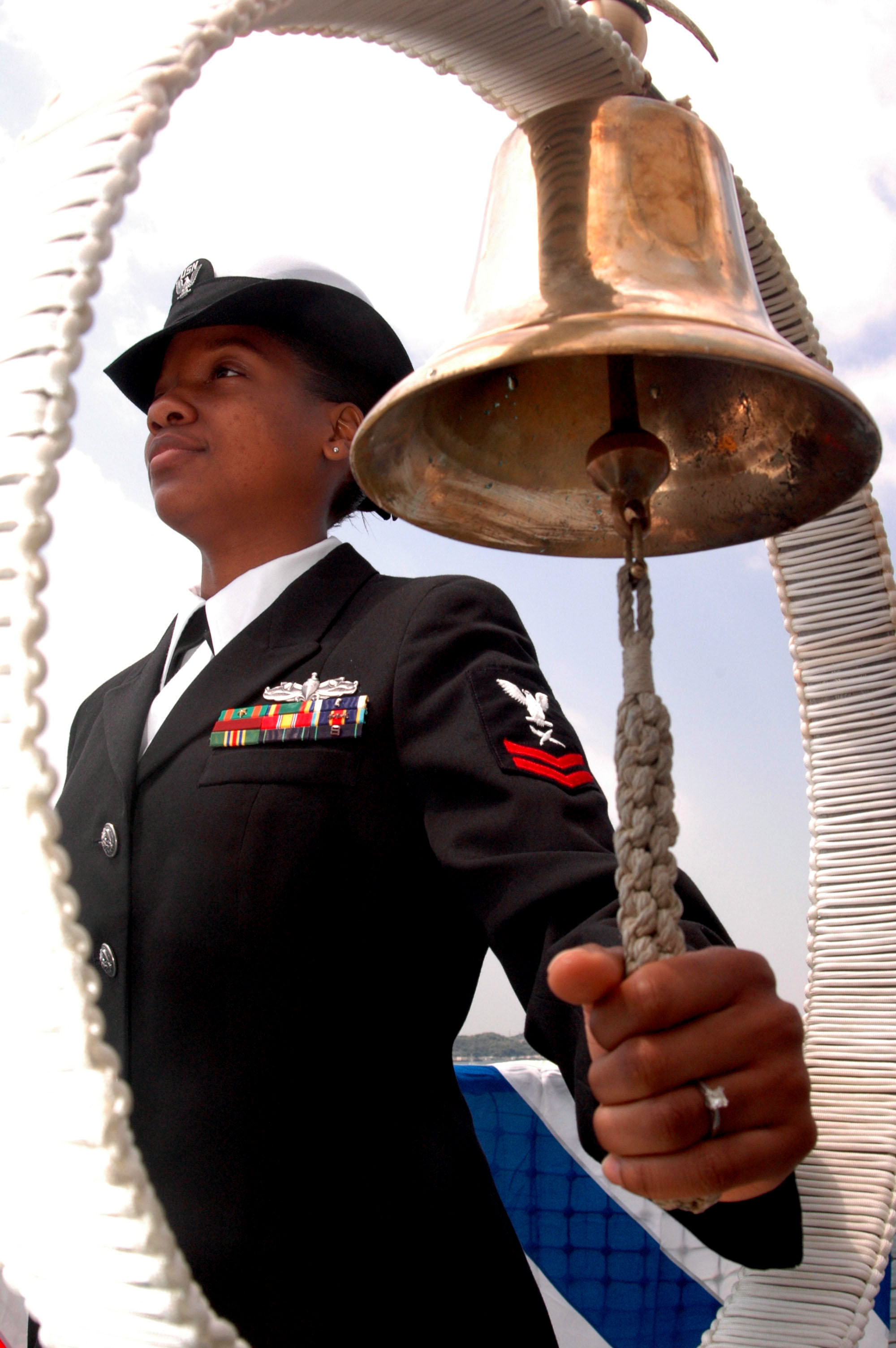
Schiffsglocke auf der Chancellorsville

Die Schiffsglocke ist ein akustisches Signalinstrument, das seit dem 16. Jahrhundert bis heute unentbehrlicher Bestandteil eines jeden Schiffes ist.
Mit der Schiffsglocke wurden Zeit und Wachrhythmus (vergleiche Stundenglas), ausgesteckte Längen der Ankerkette sowie in der Funktion als Nebelglocke Warnsignale bei schlechter Sicht und Nebel gegeben. Sie wurden meist für jedes Schiff individuell aus Messing gegossen, der Handgriff am Klöppel ist meist kunstvoll aus Leinen geflochten (Platting). Daher sind sie für Historiker und Sammler interessante Stücke.
Die Zeit wird – anders als beispielsweise mit Kirchenglocken, die regelmäßig viertelstündlich läuten – halbstündig kundgetan: Ein Glockenschlag (ein „Glasen“) bedeutet eine halbe Stunde, die Glockenschläge werden dabei paarweise zusammengefasst. Die Zählung beginnt alle vier (statt zwölf) Stunden von vorn, weil eine Seewache vier Stunden dauert. Beispiel: Bei drei Doppelschlägen und einem Einzelschlag ist es „sieben Glasen“, was je nach Wache 3:30, 7:30, 11:30, 15:30, 19:30 oder 23:30 Uhr bedeuten kann.
Auf größeren Schiffen gab es meist zwei Schiffsglocken, eine große auf der Back, eine kleinere zum Glasen am Ruderhaus Vorkante Brücke oder an der Backbordseite.

## Bilder

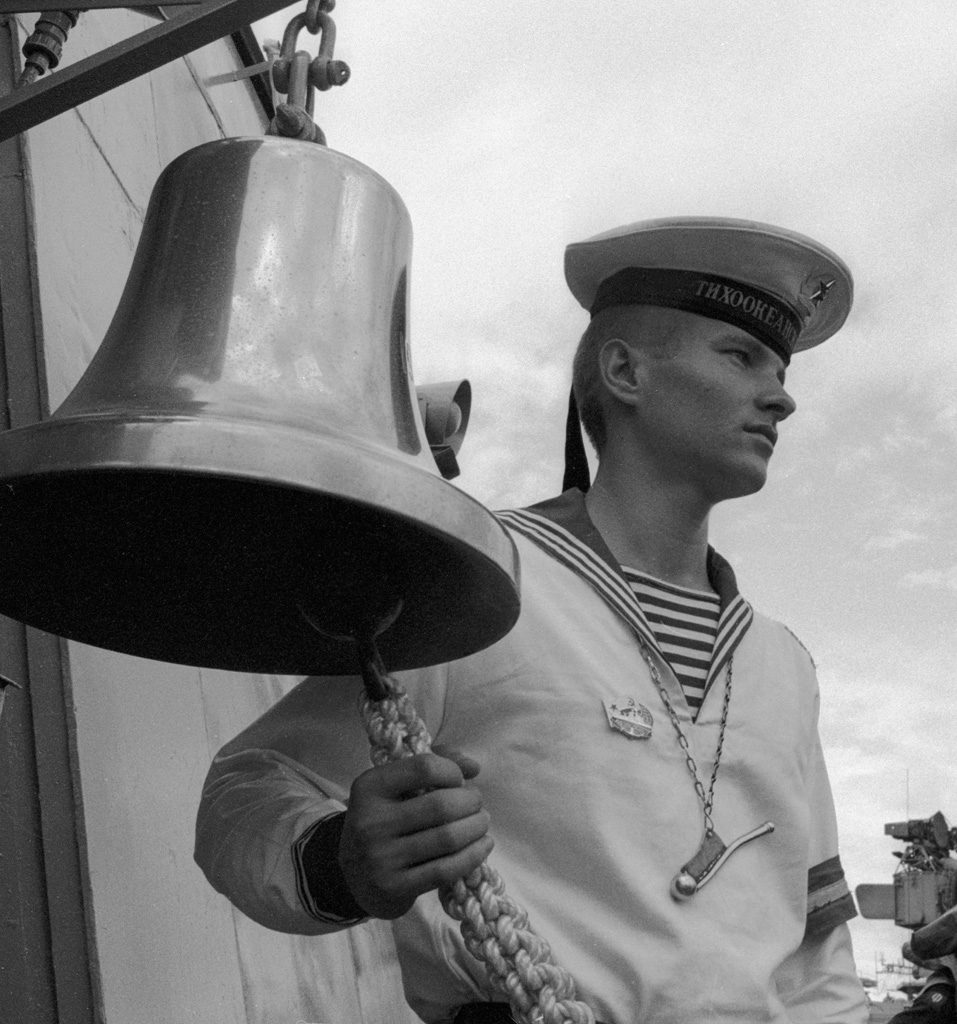
Schiffsglocke der russischen Pazifikflotte (1991)
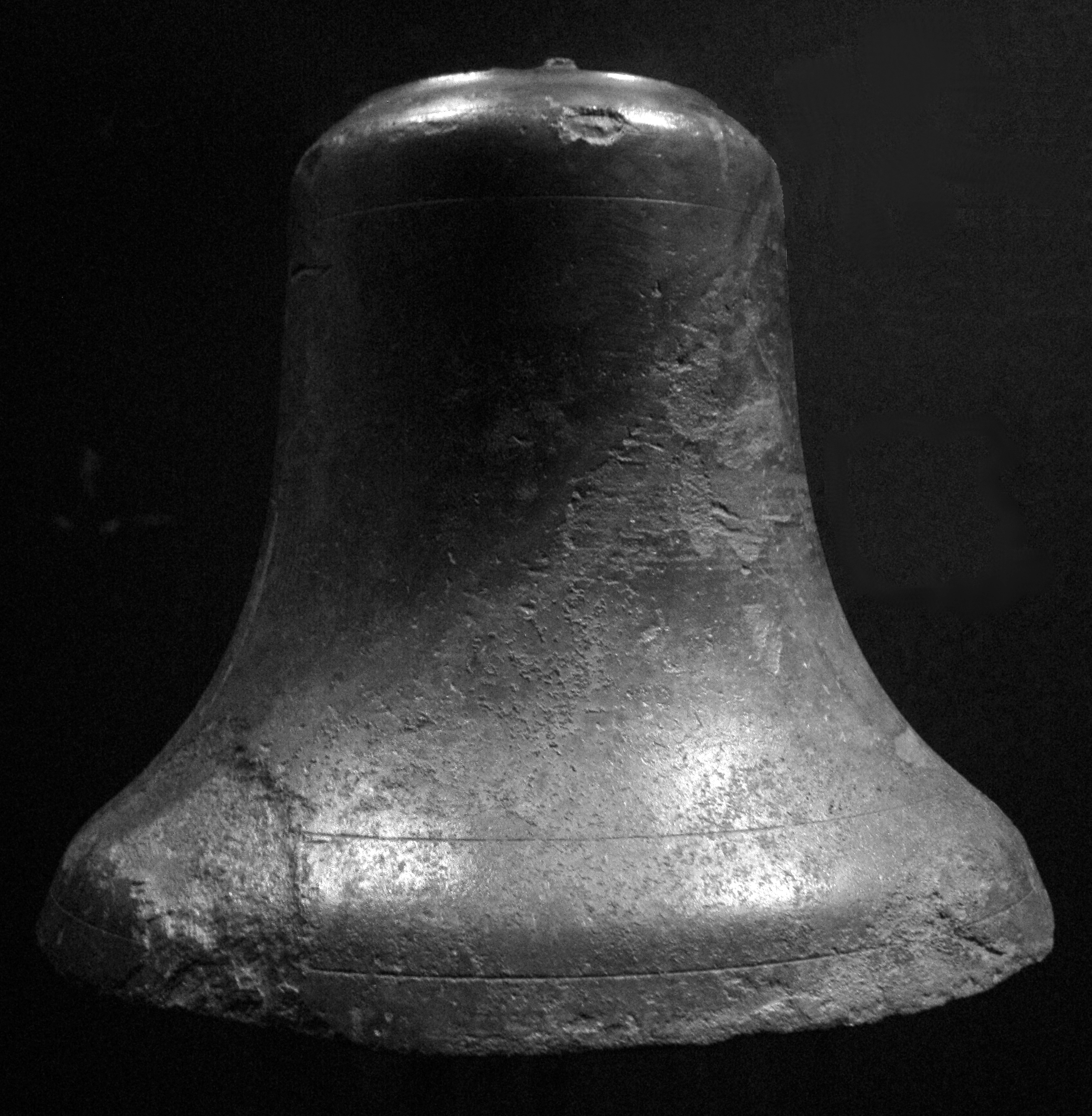
Schiffsglocke der Titanic
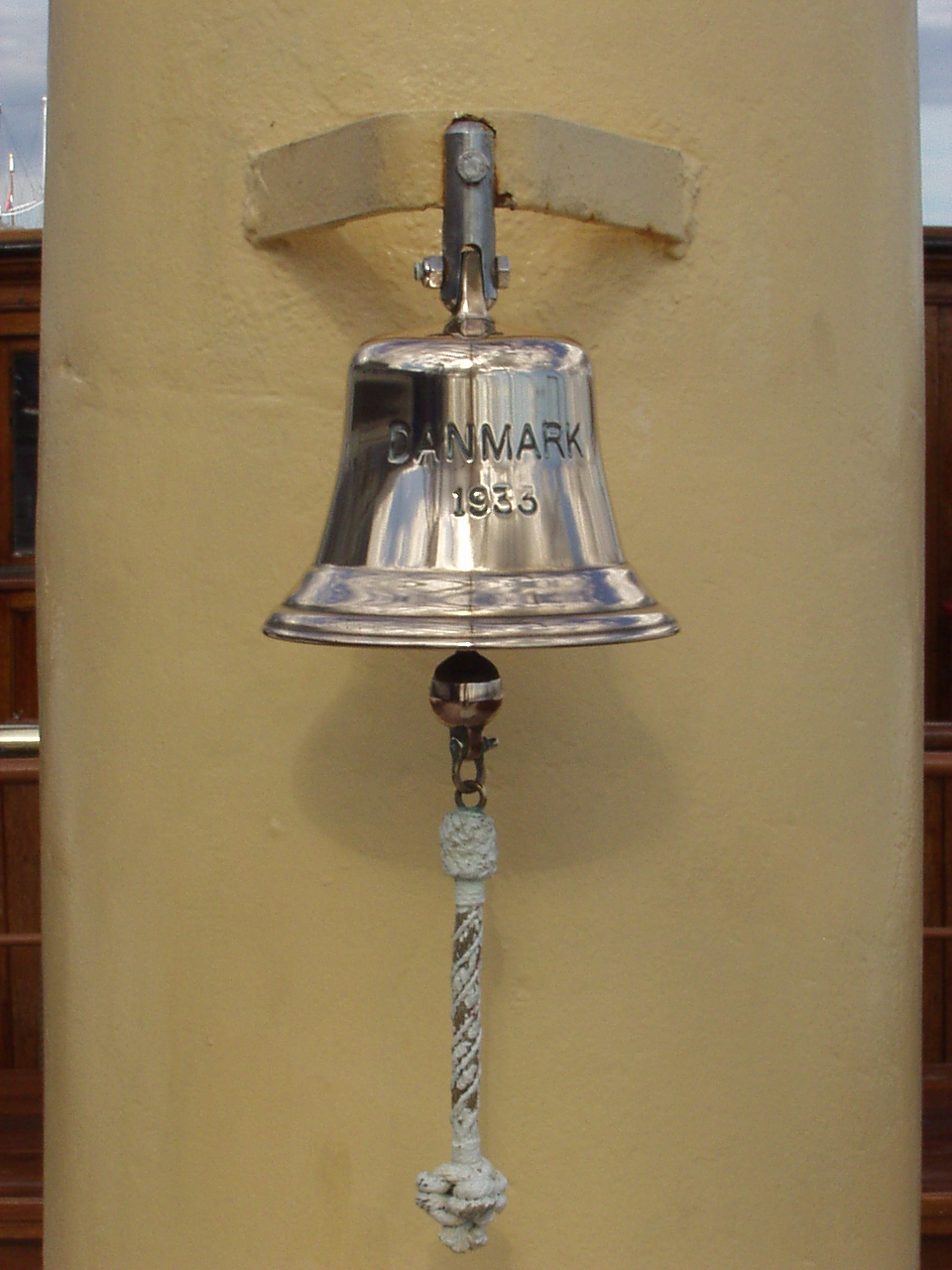
Schiffsglocke der Danmark
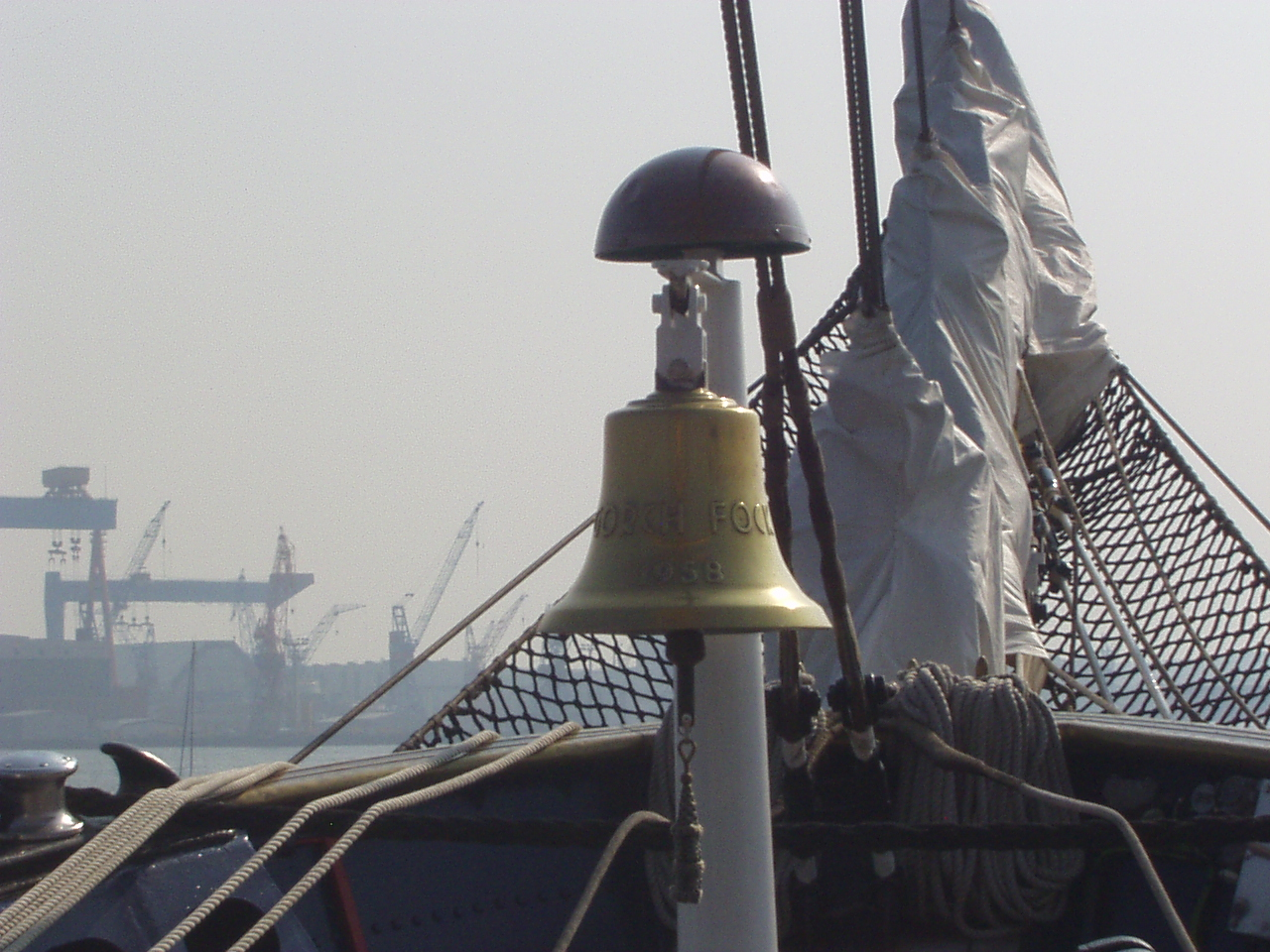
Schiffsglocke der Gorch Fock
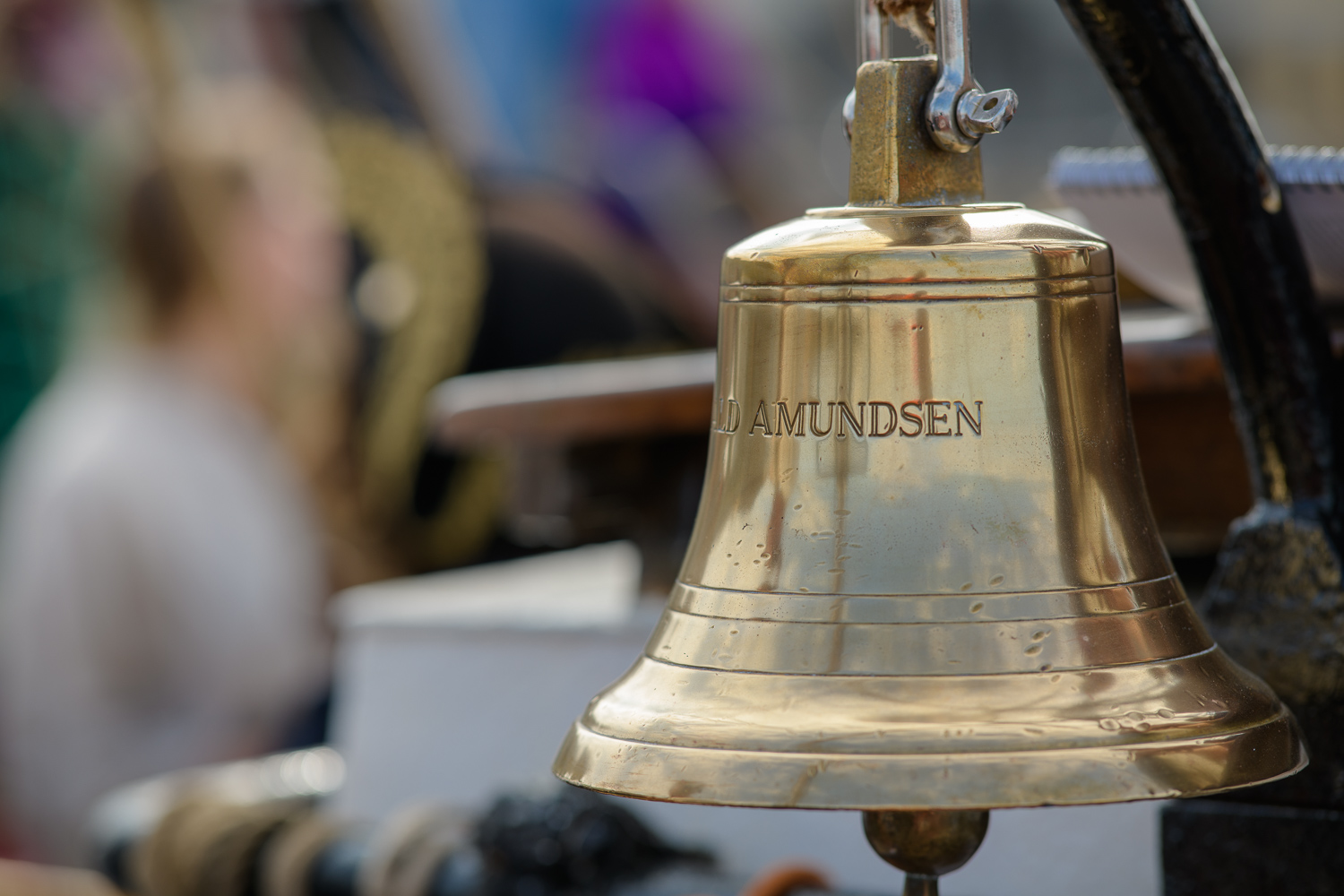
Schiffsglocke der Roald Amundsen
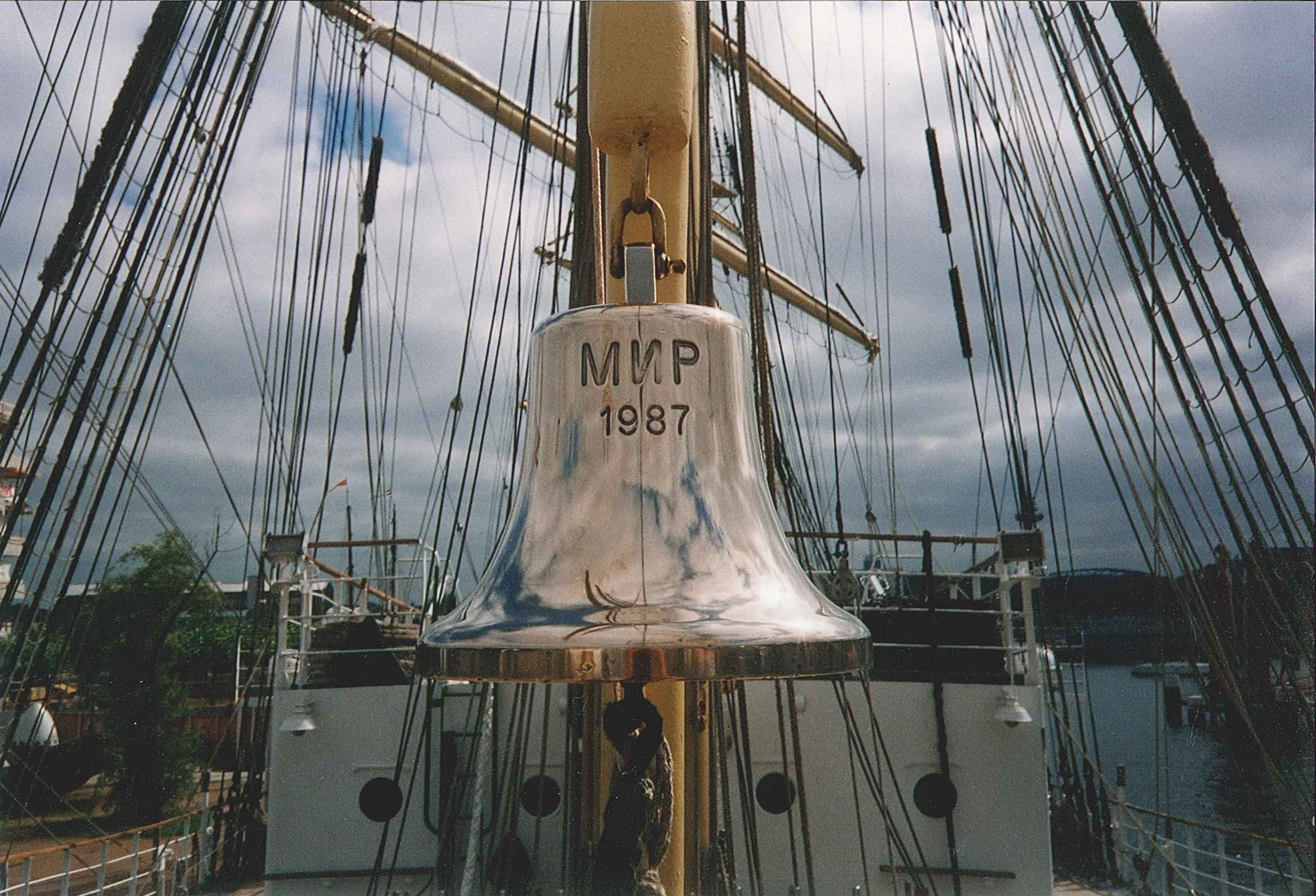
Schiffsglocke der Mir
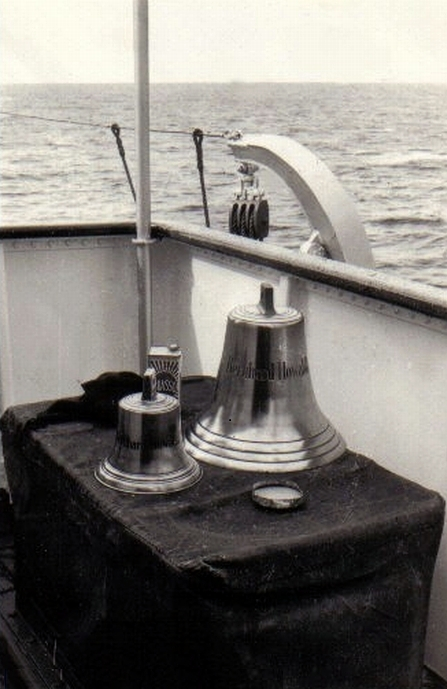
Messing putzen auf Bernhard Howaldt (1957)
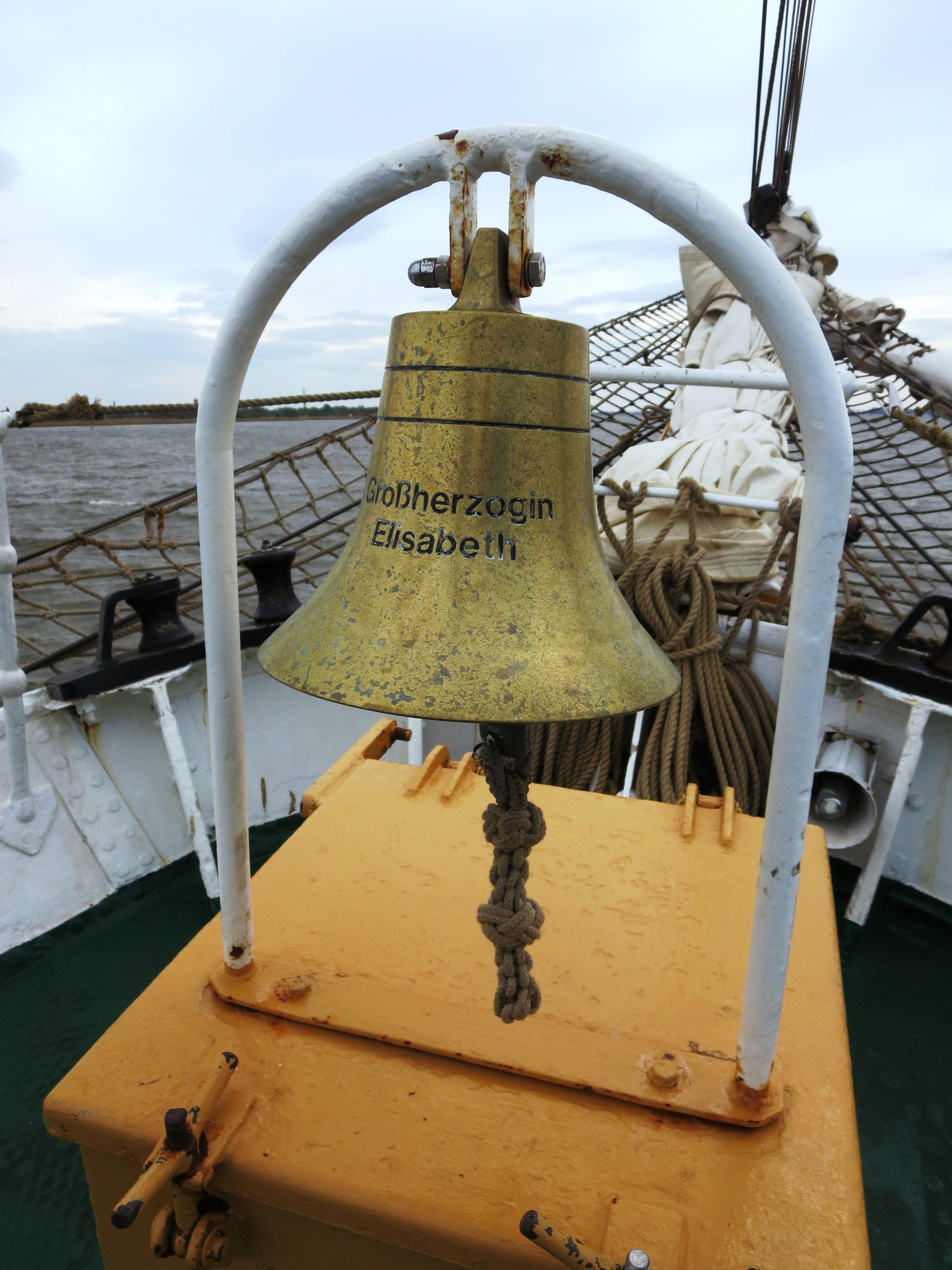
Schiffsglocke der Großherzogin Elisabeth
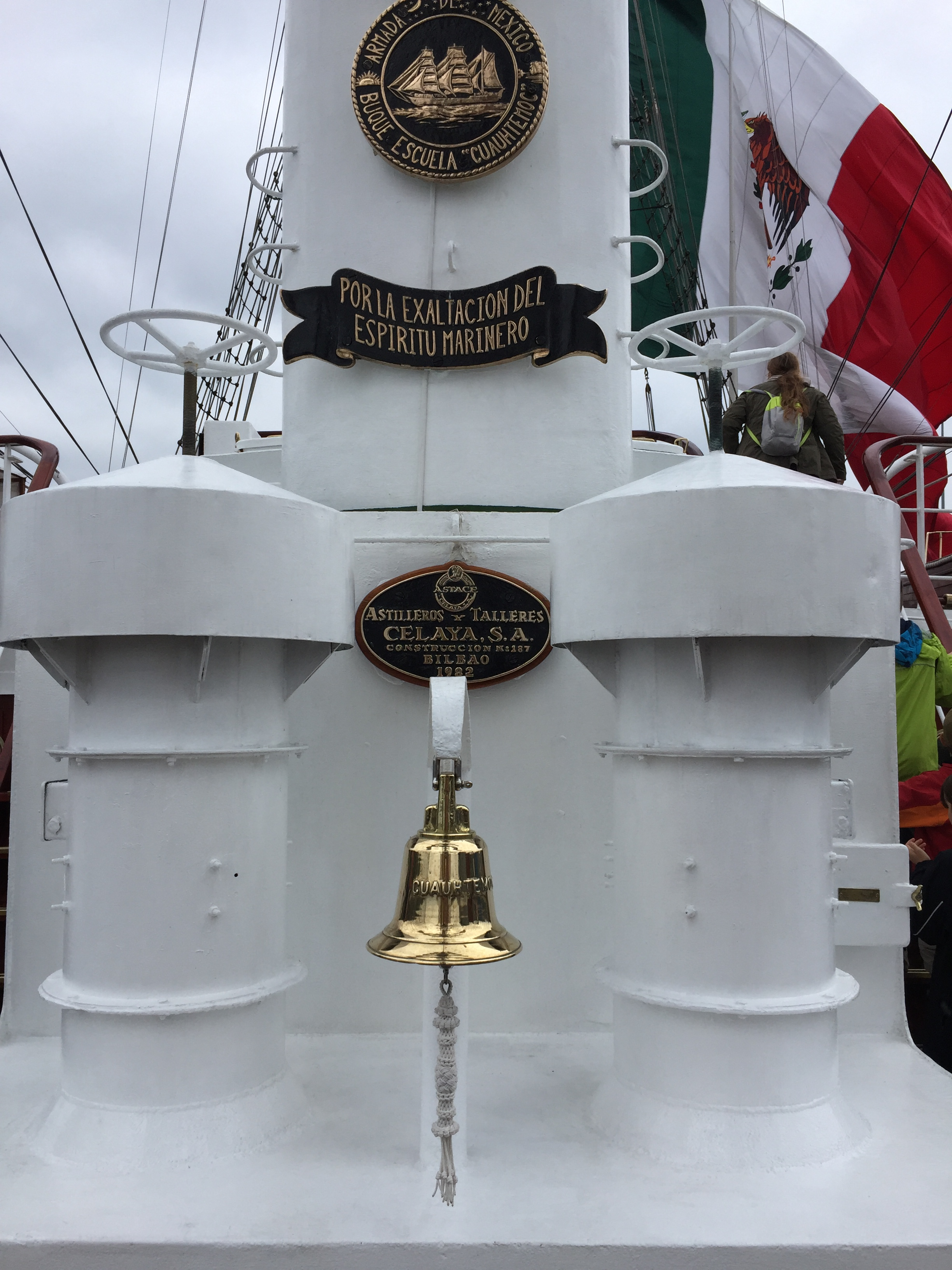
Schiffsglocke der Cuauhtémoc
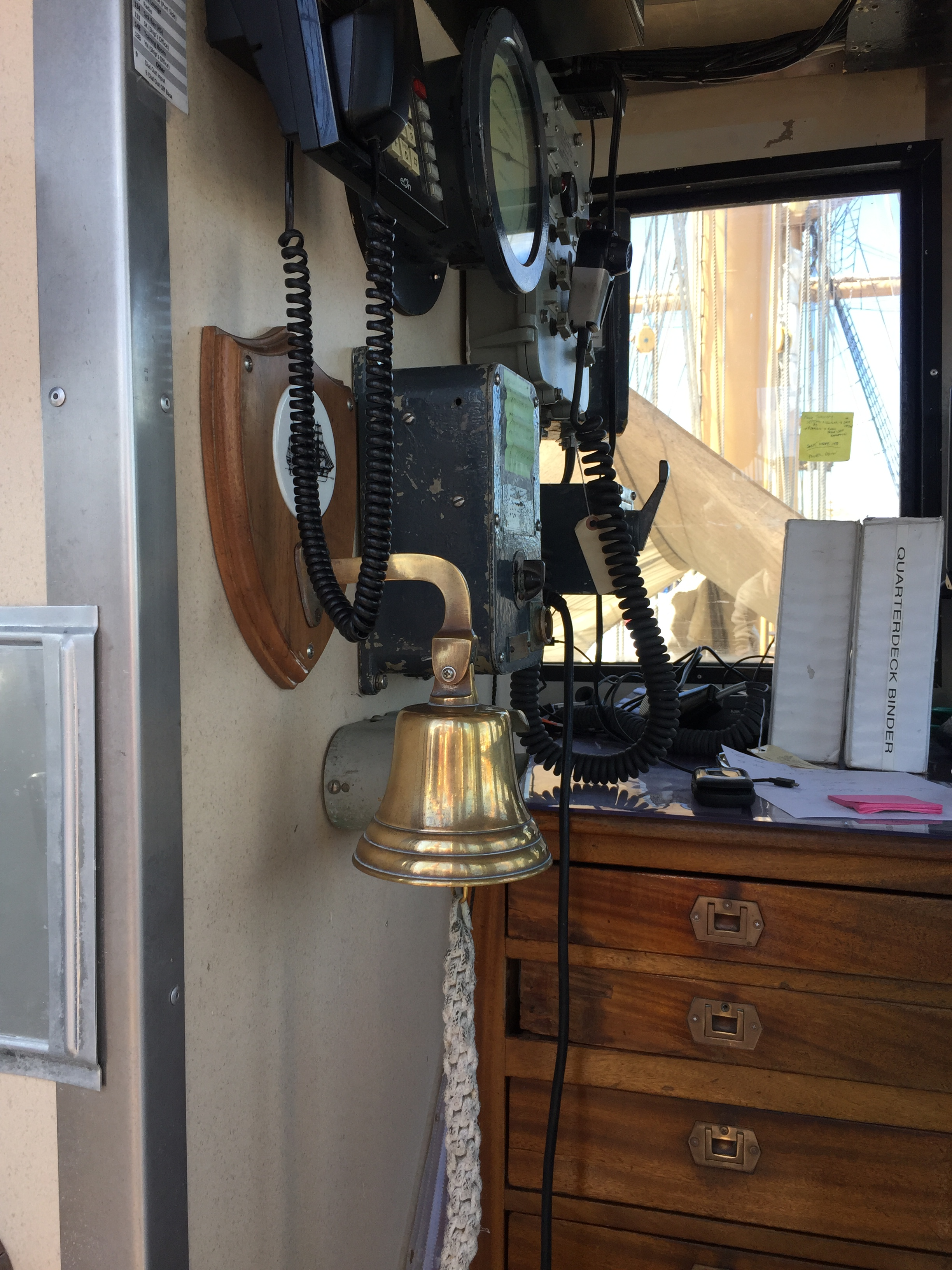
Schiffsglocke der Eagle